# Антилеон
Антилеон, Антилеонт (дав.-гр. Ἀντιλέων) — тиран давньогрецького міста Халкіди кінця VII ст. до н. е. — початку VI ст. до н. е.
Виступав проти місцевої знаті — гіппоботів, але зрештою зазнав поразки і був вбитий — за однією з інтерпретацій віршів Алкея, з тирана живцем зідрали шкіру.
Після смерті Антилеона в Халкіді була відновлена олігархія гіппоботів.